# NGC 560
NGC 560 je galaksija u zviježđu Kit.

## Vanjske poveznice
- SEDS: NGC 0560